# Erika Sanz
Pour les articles homonymes, voir Sanz.
Erika Sanz, de son nom complet Erika Sanz Moreno, est une actrice et danseuse espagnole née le 15 juillet 1980 à Gandia.

## Biographie

### Jeunesse
Erika Sanz est née le 15 juillet 1980 à Gandia, une ville de la province de Valence en Espagne. Fille de vendeurs ambulants, elle se découvre très tôt une passion pour la danse et la comédie. C'est ainsi qu'elle décide de suivre dès 1998 des études de danse hip hop, latine et jazz dans divers centres de Valence et d'Alicante, cours qu'elle suivra jusqu'en 2001. En parallèle à cela, elle étudie l'interprétation, d'abord à l'ESAC (École de l'acteur) de Valence en 2000 et 2001 puis à Madrid à l'école Recabarren, en 2001.

### Carrière
La première expérience télévisuelle d'Erika se passe en 1997 lorsqu'elle participe à la série Al salir de clase, diffusée sur Telecinco, en interprétant durant un épisode le rôle d'Emilia. En 1999, elle participe à la pièce Història d’uns pocs avec la compagnie de Théâtre de la Maison Culturelle de Silla. L'année suivante, elle joue également dans Pic-Nic, à Valence et le court métrage Manos arriba. En 2001, elle participe à la pièce Els ulls de la gata avec la compagnie Bimba Teatro puis à Ay! Quin embolic avec la compagnie Berroguard. La même année, elle intègre deux spectacles avec la célèbre compagnie La Fura dels Baus : La Navaja en el Ojo à Valence et Fausto 5.0 au festival de Venise.
Mais la première grande expérience d'Erika dans le monde de l'interprétation débute fin 2001. Elle tente sa chance à un casting, à Madrid, qui peut lui permettre de jouer dans une nouvelle série, coproduite par Antena 3 et Globomedia. Sélectionnée, elle intègre la série Un paso adelante (Un, dos, tres) où son personnage portera le même nom qu'elle. Elle est présente durant les six saisons, diffusées entre 2002 et 2005 en Espagne. Parallèlement au tournage des différentes saisons de la série, Erika cherche à se perfectionner dans la profession. C'est ainsi qu'elle part plusieurs mois à New York suivre des cours de danse au Broadway Dance Center, ou encore à Londres pour suivre des cours à l'école Pineapple. Elle met également ses talents au profit du groupe UPA Dance (le groupe issu de la série) et participe au clip de Sámbame ainsi qu'à la tournée de l'été 2003. En parallèle‚ elle tourne  également dans les courts-métrages Melodías tóxicas et El origen del principio.
Après l'arrêt de Un‚ dos‚ tres en 2005 l'actrice est engagée pour interpréter Angie dans Mis adorables vecinos (Mes adorables voisins), une autre série de Antena 3 et joue le rôle de Kira‚ une extraterrestre‚ dans Supervillanos, la première série conçue uniquement pour téléphone portable en Espagne. Elle tourne également comme guest star dans le feuilleton local de Valence Negocis de família.
Durant l'été 2006, elle co-anime le jeu El video del millón de euros sur La Sexta. Cette même année‚ elle intègre sur la même chaîne la série SMS, sin miedo a soñar (SMS, des rêves plein la tête) et enchaîne les courts-métrages : SE X ES, Una tarde ou encore Cuando Apolo encontró a Dionisos. Elle commence à poser pour plusieurs magazines, parmi lesquels Vale, Si7te et le célèbre Maxim (version espagnole). Erika apparaît également l'année suivante comme guest star dans deux séries en Espagne : sur la chaîne Telecinco dans Aída sous les traits de Barbara, puis sur Cuatro dans le cinquième épisode de Cuenta Atrás (Compte à rebours) où elle joue le rôle d'une journaliste‚ Lucía Alonso.
En 2008‚ elle obtient son premier rôle secondaire au cinéma dans le thriller Proyecto Dos de Guillermo 
Fernández Groizard et devient danseuse dans un numéro du télé-crochet Hijos de Babel. Elle tourne également dans le court-métrage Latex Puppen. L'été de cette même année‚ elle commence le tournage de la série Águila Roja (L'Aigle rouge) pour La 1‚ où elle interprète un personnage totalement nouveau pour elle à la télévision où elle était jusque-là habituée aux rôles d'adolescentes : celui d'Inés, une tavernière mariée qui souhaite avoir un enfant.
En 2009‚ elle intègre le casting de la pièce de théâtre Sé infiel y no mires con quién de Ray Cooney et John Chapman. L'œuvre connaît un grand succès et se prolonge sur trois saisons‚ à Madrid puis en tournée. Trois nouveaux courts-métrages viennent par ailleurs s'ajouter au CV de l'actrice : La Casa Brown et Actos impuros, tous deux d'Isaac Berrocal‚ et En la misma cama.
N'étant pas seulement actrice mais aussi danseuse, Erika n'abandonne pas son deuxième métier et rejoint la compagnie de danse Lokomamia, fondée par Ruben Nsue, un des danseurs de Un, dos, tres. La compagnie donne régulièrement divers spectacles en Espagne jusqu'à fin 2010. Elle joue et danse également dans le clip vidéo de la chanson Jolivuz du chanteur pop espagnol Pablo Moro, en septembre 2009. Elle commence également le tournage d'une nouvelle websérie, Carchichauto, qui se définit comme "comique, sexe, rap et marijuana". Elle y interprète Suny, une blonde innocente mais sexy. L'actrice tourne aussi le pilote d'une série‚ Sicarios Inc.‚ dans lequel elle joue le rôle d'Iris. Le projet ne verra pas le jour.
En 2011‚ Erika entame le tournage de deux nouvelles web-séries : Terapia et Difficult Existence. Cette année-là, l'actrice tourne également dans deux clips : Swing Premium de AA Henchman et Pray du groupe Nox Interna.
Par la suite‚ Erika participe à divers spectacles de danse à travers l'Espagne‚ joue son propre rôle dans le film indépendant Fuera de foco écrit et réalisé par Esteban Ciudad et José Manuel Montes‚ et obtient un petit rôle dans La curva de la felicidad de Luis Sola. Elle tourne également dans de nombreux courts-métrages : Píldoras‚ Killrats ou encore Fly‚ Dance & Dream.
En 2016‚ elle foule les planches avec la pièce Por encima de su cadáver d'Elena Álvarez et Francho Aijón puis en 2017 dans Cinco mujeres con el mismo vestido d'Alan Ball. Cette même année‚ elle obtient le rôle d'Isabel de Bobadilla dans un épisode de la mini-série historique Conquistadores Adventum sur Movistar+ et tourne dans le film d'horreur El tutor de Diego Arjona et les courts-métrages adosado(s) et La proeza.
Très sportive‚ Erika crée en novembre 2018 le concept Booty Shape Movement dont elle dispense elle-même la majorité des cours. Elle déclare en mars 2019 devoir mettre sa carrière d'actrice entre parenthèses afin de se consacrer comme il se doit à ce nouveau projet, mais sans l'abandonner pour autant.
Elle reprend les tournages pendant l'été 2019 avec le court-métrage Fronteras, puis l'année suivante avec un film d'horreur tourné en noir et blanc, Vampus Horror Tales.
À l'automne 2021, elle est l'un des personnages principaux de la mini-série El corazón del imperio sur Movistar+, qui raconte l'histoire des femmes à l'époque Romaine et dans laquelle elle interprète une gladiatrice .
En 2024, elle joue dans quatre épisodes du feuilleton quotidien La Moderna sur La 1.

### Vie privée
Erika était en couple avec le chanteur et danseur Junior Miguez pendant une partie du tournage de la série Un, dos, tres. Elle a aussi eu une relation amoureuse avec l'acteur Mario Casas, rencontré sur la série SMS, des rêves plein la tête.
Elle a quatre frères et une sœur.

## Filmographie

### Cinéma

#### Longs métrages
- 2008 : Proyecto Dos de Guillermo Fernández Groizard : Agent Collete
- 2011 : La curva de la felicidad de Luis Sola : La secrétaire
- 2015 : Fuera de foco de Esteban Ciudad et José Manuel Montes : Elle-même
- 2018 : El tutor de Diego Arjona : Laura
- 2020 : Vampus Horror Tales (segment La segunda cita d'Isaac Berrocal) : Margot

#### Courts métrages
- 2000 : Manos arriba
- 2002 : Melodías tóxicas : Une danseuse
- 2004 : El origen del principio
- 2005 : SE X ES
- 2005 : Una tarde
- 2009 : Latex Puppen : Le mannequin
- 2009 : En la misma cama
- 2009 : Cuando Apolo encontró a Dionisos : Dafne
- 2009 : Actos impuros : Ana
- 2011 : La Casa Brown : Une fille
- 2012 : Broken Day
- 2012 : Píldoras : Dolores
- 2013 : Killrats : La fille
- 2014 : Fly, Dance & Dream : Sara
- 2018 : adosado(s) : Carolina
- 2018 : La proeza
- 2019 : Fronteras

### Télévision

#### Séries télévisées
- 1997 : Al salir de clase : Emilia (1 épisode)
- 2002-2005 : Un, dos, tres : Erika
- 2005-2006 : Mes adorables voisins : Angelica « Angie » (saison 4 - récurrente saison 3)
- 2005 : Negocis de família (1 épisode)
- 2005 : Supervillanos : Kira
- 2006-2007 : SMS, des rêves plein la tête : Jenny
- 2007 : Aída : Barbara (1 épisode)
- 2007 : Compte à rebours : Lucía Alonso (1 épisode)
- 2009-2011 : L'Aigle rouge : Inés (saison 1 - récurrente saisons 2 et 3)
- 2010 : Sicarios Inc. : Iris (pilote)
- 2017 : Conquistadores Adventum : Isabel de Bobadilla (1 épisode)
- 2021 : El corazón del imperio : Achilia
- 2024 : La Moderna : Ángela (4 épisodes)

#### Émissions
- 2006 : El vídeo del millón de euros sur La Sexta : co-animatrice
- 2008 : Hijos de Babel sur La 1 : danseuse

### Webséries
- 2010-2011 : Carchichauto
- 2011 : Terapia
- 2011-2012 : Difficult Existence

### Clips musicaux
- 2003 : Sámbame du groupe UPA Dance
- 2009 : Jolivuz de Pablo Moro
- 2011 : Swing Premium de AA Henchman
- 2011 : Pray du groupe Nox Interna
- 2017 : No vaya a ser de Pablo Alborán
- 2018 : Menstruosités de BêO Antarez

## Théâtre
- 1999 : Historia d'uns pocs avec la maison culturelle de Silla
- 2000 : Pic-Nic avec la compagnie Berroguard
- 2001 : Ay! Quin embolic avec la compagnie Berroguard
- 2001 : Els ulls de la gata avec la compagnie Bimba Teatro
- 2001 : La navaja en el ojo avec la compagnie La Fura dels Baus
- 2001 : Fausto 5.0 avec la compagnie La Fura dels Baus
- 2009-2011 : Sé infiel y no mires con quién de Ray Cooney et John Chapman‚ mise en scène Pilar Massa
- 2016 : Por encima de su cadáver d'Elena Álvarez et Francho Aijón‚ mise en scène Darío Frías
- 2017-2018 : Cinco mujeres con el mismo vestido d'Alan Ball‚ mise en scène Celia León

## Danse
Au début des années 2000‚ Erika Sanz entre dans la compagnie Estilo salvaje fondée par Junior Miguez et crée sa propre compagnie de danse, Life company‚ aujourd'hui dissoute.
Elle est également danseuse dans le programme télévisée Surprise, Surprise à Miami, donne un cours aux États-Unis durant l'été 2003 et devient les années suivantes professeur de danse afro, latine, jazz et hip-hop à Madrid, Valence, Alicante et Murcie ainsi que dans l'école de danse de Beatriz Luengo. Elle donne aussi régulièrement des masterclass.
Entre 2008 et 2010‚ elle est membre de la compagnie Lokomamia créée par Rubén Nsue‚ ex-danseur dans Un, dos, tres.
Elle participe régulièrement depuis à divers spectacles‚ parmi lesquels Surprised! au Teatre Principal de Barcelone en 2014.